# Lista de finais em duplas mistas do Torneio de Roland Garros
Esta é a lista de finais em duplas mistas do Torneio de Roland Garros.
O período 1902–1967 refere-se à era amadora. Disputado apenas por membros do clube francês, a fase nacional, até 1924, é chamada de French National Championship. O torneio se internacionaliza no ano seguinte, tornando-se o French Championships.
O French Open, a partir de 1968, refere-se à era profissional ou aberta.

## Por ano

### Era aberta
| Ano                                                           | Campeões                                 | Vice-campeões                              | Resultado         | Piso |
| ------------------------------------------------------------- | ---------------------------------------- | ------------------------------------------ | ----------------- | ---- |
| 2024                                                          | Laura Siegemund Édouard Roger-Vasselin   | Desirae Krawczyk Neal Skupski              | 6–4, 7–5          |      |
| 2023                                                          | Miyu Kato Tim Pütz                       | Bianca Andreescu Michael Venus             | 4–6, 6–4, [10–6]  |      |
| 2022                                                          | Ena Shibahara Wesley Koolhof             | Ulrikke Eikeri Joran Vliegen               | 7–65, 6–2         |      |
| 2021                                                          | Desirae Krawczyk Joe Salisbury           | Elena Vesnina Aslan Karatsev               | 2–6, 6–4, [10–5]  |      |
| Torneio não realizado em 2020, devido à pandemia de COVID-19. |                                          |                                            |                   |      |
| 2019                                                          | Latisha Chan Ivan Dodig                  | Gabriela Dabrowski Mate Pavić              | 6–1, 7–65         |      |
| 2018                                                          | Latisha Chan Ivan Dodig                  | Gabriela Dabrowski Mate Pavić              | 6–1, 56–7, [10–8] |      |
| 2017                                                          | Gabriela Dabrowski Rohan Bopanna         | Anna-Lena Grönefeld Robert Farah           | 2–6, 6–2, [12–10] |      |
| 2016                                                          | Martina Hingis Leander Paes              | Sania Mirza Ivan Dodig                     | 4–6, 6–4, [10–8]  |      |
| 2015                                                          | Bethanie Mattek-Sands Mike Bryan         | Lucie Hradecká Marcin Matkowski            | 7–63, 6–1         |      |
| 2014                                                          | Anna-Lena Grönefeld Jean-Julien Rojer    | Julia Görges Nenad Zimonjić                | 4–6, 6–2, [10–7]  |      |
| 2013                                                          | Lucie Hradecká František Čermák          | Kristina Mladenovic Daniel Nestor          | 1–6, 6–4, [10–5]  |      |
| 2012                                                          | Sania Mirza Mahesh Bhupathi              | Klaudia Jans-Ignacik Santiago González     | 7–63, 6–1         |      |
| 2011                                                          | Casey Dellacqua Scott Lipsky             | Katarina Srebotnik Nenad Zimonjić          | 7–66, 4–6, [10–7] |      |
| 2010                                                          | Katarina Srebotnik Nenad Zimonjić        | Yaroslava Shvedova Julian Knowle           | 4–6, 7–65, [11–9] |      |
| 2009                                                          | Liezel Huber Bob Bryan                   | Vania King Marcelo Melo                    | 5–7, 7–65, [10–7] |      |
| 2008                                                          | Victoria Azarenka Bob Bryan              | Katarina Srebotnik Nenad Zimonjić          | 6–2, 7–64         |      |
| 2007                                                          | Nathalie Dechy Andy Ram                  | Katarina Srebotnik Nenad Zimonjić          | 7–5, 6–3          |      |
| 2006                                                          | Katarina Srebotnik Nenad Zimonjić        | Elena Likhovtseva Daniel Nestor            | 6–3, 6–4          |      |
| 2005                                                          | Daniela Hantuchová Fabrice Santoro       | Martina Navrátilová Leander Paes           | 3–6, 6–3, 6–2     |      |
| 2004                                                          | Tatiana Golovin Richard Gasquet          | Cara Black Wayne Black                     | 6–3, 6–4          |      |
| 2003                                                          | Lisa Raymond Mike Bryan                  | Elena Likhovtseva Mahesh Bhupathi          | 6–3, 6–4          |      |
| 2002                                                          | Cara Black Wayne Black                   | Elena Bovina Mark Knowles                  | 6–3, 6–3          |      |
| 2001                                                          | Virginia Ruano Pascual Tomás Carbonell   | Paola Suárez Jaime Oncins                  | 7–5, 6–3          |      |
| 2000                                                          | Mariaan de Swardt David Adams            | Rennae Stubbs Todd Woodbridge              | 6–3, 3–6, 6–3     |      |
| 1999                                                          | Katarina Srebotnik Piet Norval           | Larisa Savchenko Neiland Rick Leach        | 6–3, 3–6, 6–3     |      |
| 1998                                                          | Venus Williams Justin Gimelstob          | Serena Williams Luis Lobo                  | 6–4, 6–4          |      |
| 1997                                                          | Rika Hiraki Mahesh Bhupathi              | Lisa Raymond Patrick Galbraith             | 6–4, 6–1          |      |
| 1996                                                          | Patricia Tarabini Javier Frana           | Nicole Arendt Luke Jensen                  | 6–2, 6–2          |      |
| 1995                                                          | Larisa Savchenko Neiland Todd Woodbridge | Jill Hetherington John-Laffnie de Jager    | 7–68, 7–64        |      |
| 1994                                                          | Kristie Boogert Menno Oosting            | Larisa Savchenko Neiland Andrei Olhovskiy  | 7–5, 3–6, 7–5     |      |
| 1993                                                          | Eugenia Maniokova Andrei Olhovskiy       | Elna Reinach Danie Visser                  | 6–2, 4–6, 6–4     |      |
| 1992                                                          | Arantxa Sánchez Vicario Todd Woodbridge  | Lori McNeil Bryan Shelton                  | 6–2, 6–3          |      |
| 1991                                                          | Helena Suková Cyril Suk                  | Caroline Vis Paul Haarhuis                 | 3–6, 6–4, 6–1     |      |
| 1990                                                          | Arantxa Sánchez Vicario Jorge Lozano     | Nicole Provis Danie Visser                 | 7–65, 7–68        |      |
| 1989                                                          | Manon Bollegraf Tom Nijssen              | Arantxa Sánchez Vicario Horacio de la Peña | 6–3, 36–7, 6–2    |      |
| 1988                                                          | Lori McNeil Jorge Lozano                 | Brenda Schultz-McCarthy Michiel Schapers   | 7–5, 6–2          |      |
| 1987                                                          | Pam Shriver Emilio Sánchez               | Lori McNeil Sherwood Stewart               | 6–3, 7–64         |      |
| 1986                                                          | Kathy Jordan Ken Flach                   | Rosalyn Fairbank Nideffer Mark Edmondson   | 3–6, 7–63, 6–3    |      |
| 1985                                                          | Martina Navrátilová Heinz Günthardt      | Paula Smith Francisco González             | 2–6, 6–3, 6–2     |      |
| 1984                                                          | Anne Smith Dick Stockton                 | Anne Minter Laurie Warder                  | 6–2, 6–4          |      |
| 1983                                                          | Barbara Jordan Eliot Teltscher           | Leslie Allen Charles Strode                | 6–2, 6–3          |      |
| 1982                                                          | Wendy Turnbull John Lloyd                | Cláudia Monteiro Cássio Motta              | 6–2, 7–6          |      |
| 1981                                                          | Andrea Jaeger Jimmy Arias                | Betty Stöve Fred McNair                    | 7–6, 6–4          |      |
| 1980                                                          | Anne Smith Billy Martin                  | Renáta Tomanová Stanislav Birner           | 2–6, 6–4, 8–6     |      |
| 1979                                                          | Wendy Turnbull Bob Hewitt                | Virginia Ruzici Ion Ţiriac                 | 6–3, 2–6, 6–3     |      |
| 1978                                                          | Renáta Tomanová Pavel Složil             | Virginia Ruzici Patrice Dominguez          | 7–6, ab.          |      |
| 1977                                                          | Mary Carillo John McEnroe                | Florenţa Mihai Iván Molina                 | 7–6, 6–3          |      |
| 1976                                                          | Ilana Kloss Kim Warwick                  | Linky Boshoff Colin Dowdeswell             | 5–7, 7–6, 6–2     |      |
| 1975                                                          | Fiorella Bonicelli Thomaz Koch           | Pam Teeguarden Jaime Fillol                | 6–4, 7–6          |      |
| 1974                                                          | Martina Navrátilová Iván Molina          | Rosie Reyes Darmon Marcelo Lara            | 6–3, 6–3          |      |
| 1973                                                          | Françoise Dürr Jean-Claude Barclay       | Betty Stöve Patrice Dominguez              | 6–1, 6–4          |      |
| 1972                                                          | Evonne Goolagong Cawley Kim Warwick      | Françoise Durr Jean-Claude Barclay         | 6–2, 6–4          |      |
| 1971                                                          | Françoise Dürr Jean-Claude Barclay       | Winnie Shaw Tomas Lejus                    | 6–2, 6–4          |      |
| 1970                                                          | Billie Jean King Bob Hewitt              | Françoise Durr Jean-Claude Barclay         | 3–6, 6–4, 6–2     |      |
| 1969                                                          | Margaret Court Marty Riessen             | Françoise Durr Jean-Claude Barclay         | 6–3, 6–2          |      |
| 1968                                                          | Françoise Dürr Jean-Claude Barclay       | Billie Jean King Owen Davidson             | 6–1, 6–4          |      |

### Era amadora
| Ano                                                                        | Campeões                                   | Vice-campeões                             | Resultado     | Piso |
| -------------------------------------------------------------------------- | ------------------------------------------ | ----------------------------------------- | ------------- | ---- |
| 1967                                                                       | Billie Jean King Owen Davidson             | Ann Haydon Jones Ion Ţiriac               | 6–3, 6–1      |      |
| 1966                                                                       | Annette Van Zyl Frew McMillan              | Ann Haydon Jones Clark Graebner           | 1–6, 6–3, 6–2 |      |
| 1965                                                                       | Margaret Court Ken Fletcher                | Maria Esther Bueno John Newcombe          | 6–4, 6–4      |      |
| 1964                                                                       | Margaret Court Ken Fletcher                | Lesley Turner Bowrey Fred Stolle          | 6–3, 4–6, 8–6 |      |
| 1963                                                                       | Margaret Court Ken Fletcher                | Lesley Turner Bowrey Fred Stolle          | 6–1, 6–2      |      |
| 1962                                                                       | Renee Schuurman Haygarth Robert Howe       | Lesley Turner Bowrey Fred Stolle          | 3–6, 6–4, 6–4 |      |
| 1961                                                                       | Darlene Hard Rod Laver                     | Věra Pužejová Suková Jiri Javorsky        | 6–0, 2–6, 6–3 |      |
| 1960                                                                       | Maria Esther Bueno Robert Howe             | Ann Haydon Jones Roy Emerson              | 1–6, 6–1, 6–2 |      |
| 1959                                                                       | Yola Ramírez Ochoa William Knight          | Renee Schuurman Haygarth Rod Laver        | 6–4, 6–4      |      |
| 1958                                                                       | Shirley Bloomer Brasher Nicola Pietrangeli | Lorraine Coghlan Robinson Bob Howe        | 8–6, 6–2      |      |
| 1957                                                                       | Věra Pužejová Suková Jiří Javorský         | Edda Buding Luis Ayala                    | 6–3, 6–4      |      |
| 1956                                                                       | Thelma Coyne Long Luis Ayala               | Doris Hart Bob Howe                       | 4–6, 6–4, 6–1 |      |
| 1955                                                                       | Darlene Hard Gordon Forbes                 | Jenny Staley Hoad Luis Ayala              | 5–7, 6–1, 6–2 |      |
| 1954                                                                       | Maureen Connolly Brinker Lew Hoad          | Jacqueline Patorni Rex Hartwig            | 6–4, 6–3      |      |
| 1953                                                                       | Doris Hart Vic Seixas                      | Maureen Connolly Mervyn Rose              | 4–6, 6–4, 6–0 |      |
| 1952                                                                       | Doris Hart Frank Sedgman                   | Shirley Fry Irvin Eric Sturgess           | 6–8, 6–3, 6–3 |      |
| 1951                                                                       | Doris Hart Frank Sedgman                   | Thelma Coyne Long Mervyn Rose             | 7–5, 6–2      |      |
| 1950                                                                       | Barbara Scofield Enrique Morea             | Patricia Canning Todd Bill Talbert        | w.o.          |      |
| 1949                                                                       | Sheila Summers Eric Sturgess               | Jean Quertier Gerry Oakley                | 6–1, 6–1      |      |
| 1948                                                                       | Patricia Canning Todd Jaroslav Drobný      | Doris Hart Frank Sedgman                  | 6–3, 3–6, 6–3 |      |
| 1947                                                                       | Sheila Summers Eric Sturgess               | Jadwiga Jędrzejowska Christian Caralulis  | 6–0, 6–0      |      |
| 1946                                                                       | Pauline Betz Addie Budge Patty             | Dorothy Bundy Cheney Tom Brown            | 7–5, 9–7      |      |
| 1945                                                                       | Lolette Payot A. Jacquemet ‡‡              |                                           |               |      |
| 1944                                                                       | Suzanne Pannetier Antoine Gentien ‡‡       | Jacqueline Patorni Paul Féret             |               |      |
| 1943                                                                       | N. Lafargue Henri Pellizza ‡‡              |                                           |               |      |
| 1942                                                                       | N. Lafargue Henri Pellizza ‡‡              | Alice Weiwers Robert Abdesselam           | 6–0, 6–2      |      |
| 1941                                                                       | Alice Weiwers Robert Abdesselam ‡‡         | Suzanne Pannetier Roger Dessoir           |               |      |
| Torneio não realizado em 1940, devido à Segunda Guerra Mundial.            |                                            |                                           |               |      |
| 1939                                                                       | Sarah Palfrey Cooke Elwood Cooke           | Simone Mathieu Franjo Kukuljevic          | 4–6, 6–1, 7–5 |      |
| 1938                                                                       | Simone Mathieu Dragutin Mitić              | Nancye Wynne Bolton Christian Boussus     | 2–6, 6–3, 6–4 |      |
| 1937                                                                       | Simone Mathieu Yvon Petra                  | Marie Luise Horn Roland Journu            | 7–5, 7–5      |      |
| 1936                                                                       | Billie Yorke Marcel Bernard                | Sylvie Jung Henrotin Martin Legeay        | 7–5, 6–8, 6–3 |      |
| 1935                                                                       | Lolette Payot Marcel Bernard               | Sylvie Jung Henrotin Martin Legeay        | 4–6, 6–2, 6–4 |      |
| 1934                                                                       | Colette Rosambert Jean Borotra             | Elizabeth Ryan Adrian Quist               | 6–2, 6–4      |      |
| 1933                                                                       | Margaret Scriven-Vivian Jack Crawford      | Betty Nuthall Shoemaker Fred Perry        | 6–2, 6–3      |      |
| 1932                                                                       | Betty Nuthall Shoemaker Fred Perry         | Helen Wills Moody Sidney Wood             | 6–4, 6–2      |      |
| 1931                                                                       | Betty Nuthall Shoemaker Patrick Spence     | Dorothy Shepherd Barron Bunny Austin      | 6–3, 5–7, 6–3 |      |
| 1930                                                                       | Cilly Aussem Bill Tilden                   | Eileen Bennett Whittingstall Henri Cochet | 6–4, 6–4      |      |
| 1929                                                                       | Eileen Bennett Whittingstall Henri Cochet  | Helen Wills Moody Frank Hunter            | 6–3, 6–2      |      |
| 1928                                                                       | Eileen Bennett Whittingstall Henri Cochet  | Helen Wills Moody Frank Hunter            | 3–6, 6–3, 6–3 |      |
| 1927                                                                       | Marguerite Broquedis Jean Borotra          | Lili de Alvarez Bill Tilden               | 6–4, 2–6, 6–2 |      |
| 1926                                                                       | Suzanne Lenglen Jacques Brugnon            | Suzanne LeBesnerais Jean Borotra          | 6–4, 6–3      |      |
| 1925                                                                       | Suzanne Lenglen Jacques Brugnon            | Didi Vlasto Henri Cochet                  | 6–2, 6–2      |      |
| 1924                                                                       | Marguerite Broquedis Jean Borotra ‡        |                                           |               |      |
| 1923                                                                       | Suzanne Lenglen Jacques Brugnon ‡          | Yvonne Bourgeois Henri Cochet             | 6–1, 7–5      |      |
| 1922                                                                       | Suzanne Lenglen Jacques Brugnon ‡          | Germaine Golding Jean Borotra             | 6–0, 6–0      |      |
| 1921                                                                       | Suzanne Lenglen Jacques Brugnon ‡          | Marguerite Billout Max Decugis            | 6–4, 6–1      |      |
| 1920                                                                       | Suzanne Lenglen Max Decugis ‡              | Marie Conquet Marcel Dupont               | 6–0, 6–3      |      |
| Torneio não realizado entre 1915 e 1919, devido à Primeira Guerra Mundial. |                                            |                                           |               |      |
| 1914                                                                       | Suzanne Lenglen Max Decugis ‡              |                                           |               |      |
| 1913                                                                       | Daisy Speranza William Laurentz ‡          |                                           |               |      |
| 1912                                                                       | Daisy Speranza William Laurentz ‡          |                                           |               |      |
| 1911                                                                       | Marguerite Broquedis Andre Gobert ‡        | M. Meny                                   | 6–4, 6–3      |      |
| 1910                                                                       | M. Meny ‡                                  |                                           |               |      |
| 1909                                                                       | Jeanne Matthey Max Decugis ‡               |                                           |               |      |
| 1908                                                                       | Kate Gillou Max Decugis ‡                  |                                           |               |      |
| 1907                                                                       | A. Pean R. Wallet ‡                        |                                           |               |      |
| 1906                                                                       | Yvonne de Pfoeffel Max Decugis ‡           |                                           |               |      |
| 1905                                                                       | Yvonne de Pfoeffel Max Decugis ‡           |                                           |               |      |
| 1904                                                                       | Kate Gillou Max Decugis ‡                  |                                           |               |      |
| 1903                                                                       | Helene Prevost R. Forbes ‡                 |                                           |               |      |
| 1902                                                                       | Helene Prevost R. Forbes ‡                 | Adine Masson W. Masson                    |               |      |

Pisos: 
      Duro 
      Saibro 
      Grama 
      Carpete 
| Legenda |
| ‡ Edição reservada a jogadores franceses ou residentes em França. Não reconhecido como Torneio do Grand Slam pela Federação Internacional de Ténis.                                              |
| ‡‡ Torneio não realizado entre 1940 e 1945, devido à Segunda Guerra Mundial. Não reconhecido como Torneio do Grand Slam pela Federação Internacional de Tênis. Para mais, veja Tornoi de France. |